# Semidalis galantei
Semidalis galantei är en insektsart som beskrevs av Monserrat 1982. Semidalis galantei ingår i släktet Semidalis och familjen vaxsländor. Inga underarter finns listade i Catalogue of Life.